# Katolicka diecezja Sztokholmu

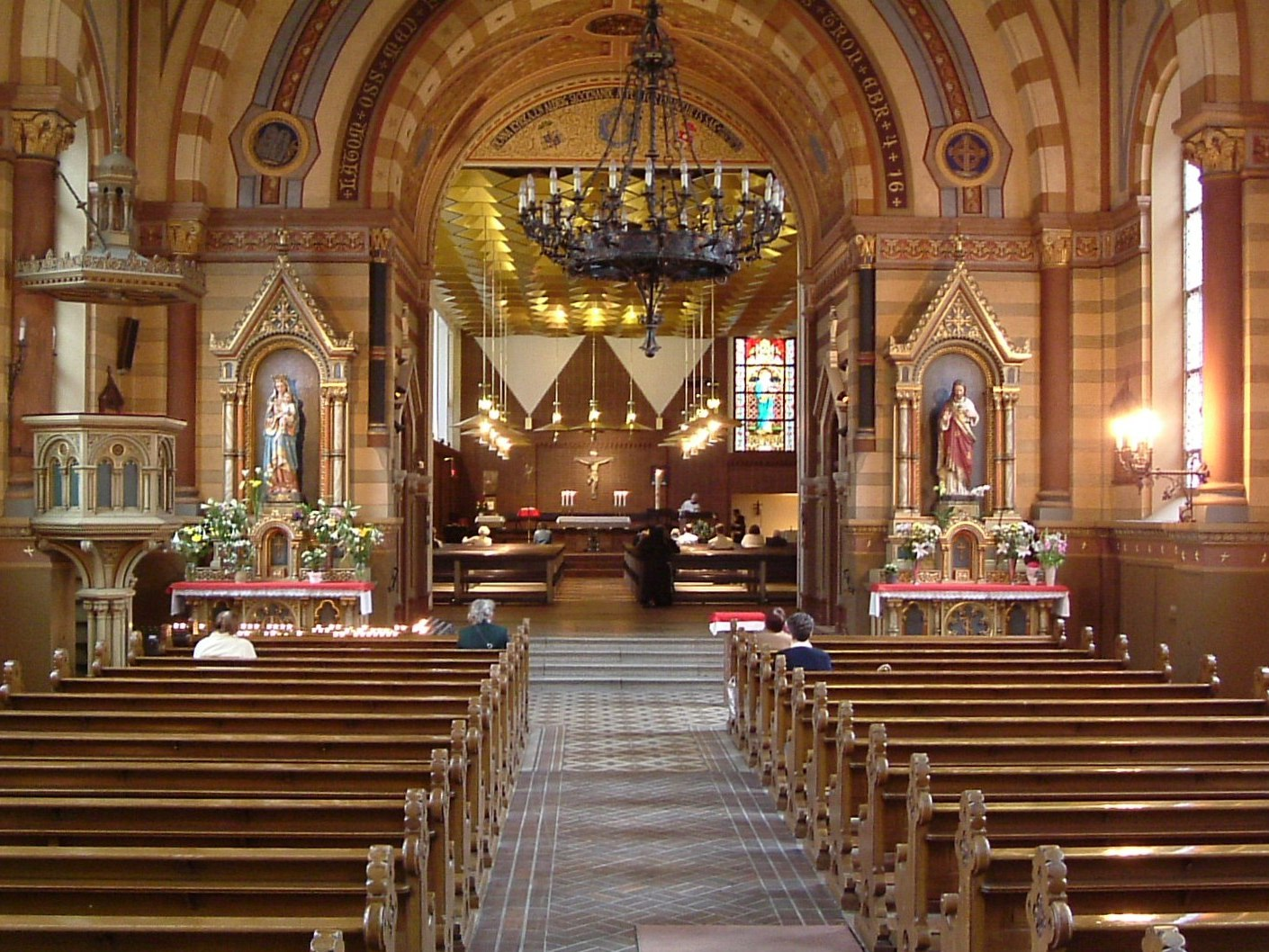
Wnętrze katedry św. Eryka w Sztokholmie

Katolicka diecezja Sztokholmu (łac.: Dioecesis Holmiensis, szw.: Stockholms katolska stift) – katolicka diecezja w Szwecji, obejmująca swoim zasięgiem cały kraj. Siedziba biskupa znajduje się w katedrze św. Eryka w Sztokholmie.

## Historia
- 1781–1783 – Prefektura Apostolska Szwecji, zależna od archidiecezji Paderborn
- 1783–1953 – Wikariat Apostolski Szwecji
- od 29 czerwca 1953 – Katolicka diecezja Sztokholmu

## Biskupi
- ordynariusz – kard. Anders Arborelius

## Patroni
- św. Eryk

## Parafie
Svealand
- Parafia św. Krzyża w Eskilstunie
- Parafia św. Katarzyny w Falun
- Parafia św. Rodziny w Haninge (Sztokholm)
- Parafia św. Trójcy w Järfälli (Sztokholm)
- Parafia św. Görana w Karlskronie
- Parafia Matki Bożej Różańcowej w Karlstad
- Parafia św. Franciszka w Märsta (Sztokholm)
- Parafia św. Konrada w Nace (Sztokholm)
- Parafia św. Anny w Nyköping
- Katedra katolicka św. Eryka w Sztokholmie
- Parafia św. Eugenii w Sztokholmie
- Parafia Zwiastowania NMP w Sztokholmie
- Parafia św. Jana w Södertälje
- Parafia Matki Boskiej w Täby
- Parafia św. Larsa w Uppsali
- Parafia Matki Boskej w Västerås
- Parafia św. Eskilsa w Örebro
- Parafia św. Botvida w Fittji
- Polska Misja pw. Matki Boskiej Częstochowskiej w Sztokholmie

Norrland
- Parafia św. Pauliny w Gävle
- Parafia św. Józefa robotnika w Luleå
- Parafia św. Marii w Skellefteå
- Parafia św. Olafa w Sundsvall
- Parafia Matki Chrystusa w Umeå

Götaland
- Parafia św. Pawła od Krzyża w Angered
- Parafia św. Sygfryda w Borås
- Parafia Chrystusa Króla w Göteborgu
- Parafia Marii Magdaleny w Göteborgu
- Polska Misja Katolicka w Göteborgu
- Parafia św. Marii w Halmstad – Oskarström
- Parafia św. Andrzeja Apostoła w Hässleholm – Kristianstad
- Parafia św. Klemensa w Helsingborgu
- Parafia św. Franciszka w Jönköping
- Parafia św. Krzysztofa w Kalmarze
- Parafia św. Jana Chrzciciela w Landskronie
- Parafia św. Mikołaja w Linköping
- Parafia św. Tomasza z Akwinu w Lund
- Parafia Naszego Zbawiciela w Malmö
- Parafia Matki Bożej z Rosengårdu w Malmö
- Polska Misja Katolicka w Malmö
- Parafia katolicka św. Brygidy w Norrköping
- Parafia św. Antoniego w Olofström
- Parafia „Skaraborgs” w Skövde
- Parafia św. Piotra Apostoła w Trollhättan
- Parafia Narodzenia NMP w Värnamo
- Parafia św. Michała w Växjö
- Parafia Bożego Ciała w Visby
- Parafia św. Mikołaja w Ystad